# جان بولاند

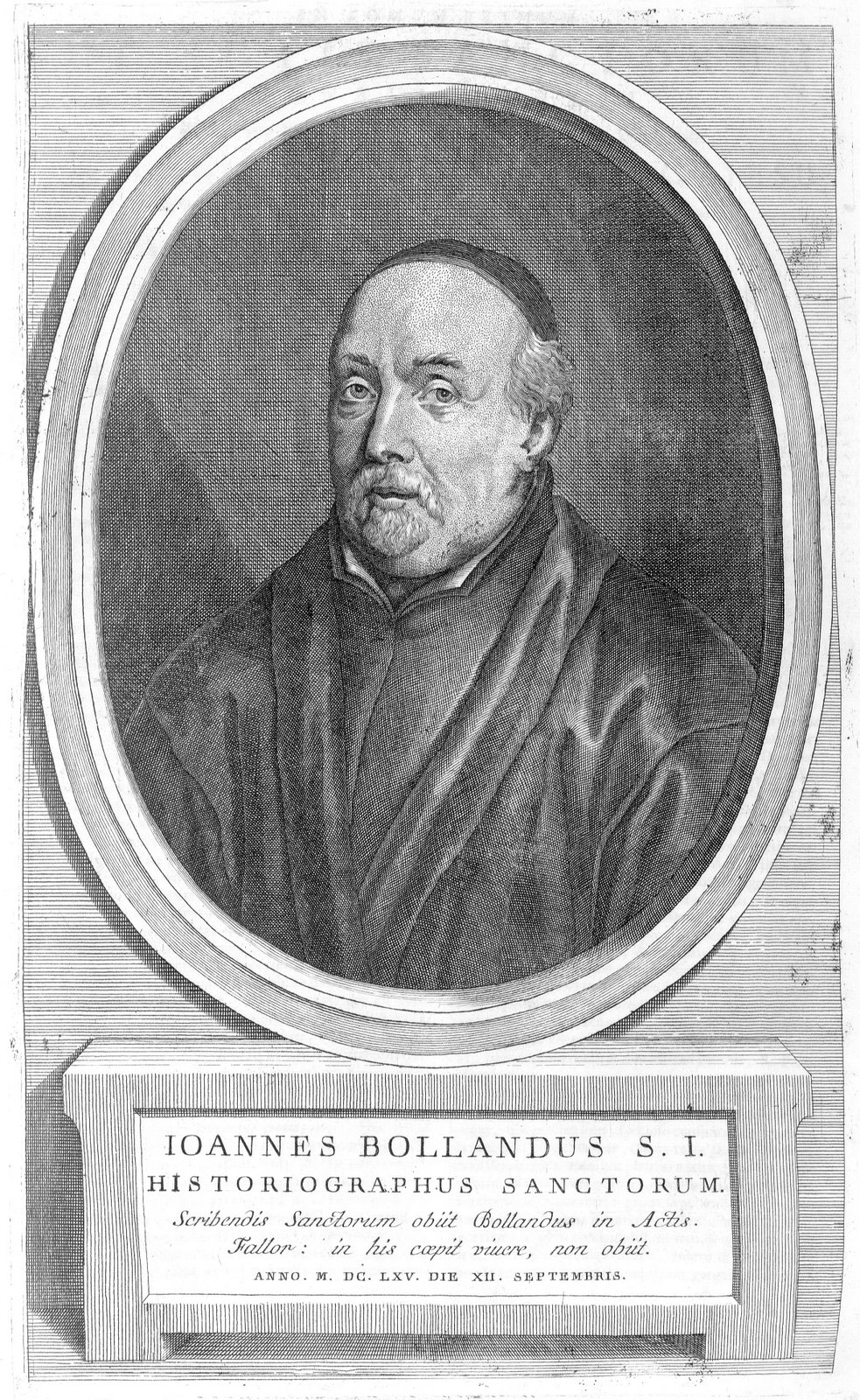
جان بولاند (۱۵۹۶–۱۶۶۵)

جان بولاند (لاتین:Johannes Bollandus) (اوت ۱۵۹۶ – سپتامبر ۱۶۶۵) کشیشی از فرقهٔ ژزوئیت‌ها بود که سبک قدیس نگاری فلمیش را بنیان‌گذاری کرد. این سبک آغازگر قدیس نگاری مدرن به حساب می‌آید.

## آثار
مهمترین آثر او جمع‌آوری ۵ نسخه از زندگی قدیسان به نام Acta Sanctorum بود که نوشتن آن پس از مرگ او نیز توسط بولاندیست‌ها ادامه یافت.